# Касперівські скелі
Ка́сперівські ске́лі — відслонення, геологічна пам'ятка природи місцевого значення в Україні. Розташовані поблизу села Касперівці Чортківського району Тернопільської області, на верхній частині схилу долини річки Тупа.
Площа 5 га. Оголошені об'єктом природно-заповідного фонду рішенням виконкому Тернопільської обласної ради від 17 листопада 1969 року № 747. Перебувають у віданні Заліщицької міської громади.
Під охороною — відслонення товщі світло-сірих грубо- та дрібнозернистих вапняків у вигляді обривистого карнизу (завдовжки бл. 2 км), складеного переважно з решток морських їжаків і моховаток із домішками кварцового піску та зерен глауконіту. Такі породи рідко трапляються у природі. Вапняки належать до альбського ярусу (нижня крейда). На всьому схилі долини є багато великих брил цих вапняків, що надають місцевості своєрідної краси. Відслонення має наукове та естетичне значення.
Входить до складу національного природного парку «Дністровський каньйон».